# Handelsregister (Liechtenstein)
Das Handelsregister ist ein öffentliches und mit öffentlichem Glauben ausgestattetes Register im Fürstentum Liechtenstein. Dieses dient in erster Linie der Rechtssicherheit des Handelsverkehrs durch Offenlegung der privatrechtlichen Verhältnisse an Unternehmen.
Bis zum 31. Januar 2013 wurde es als Öffentlichkeitsregister bezeichnet. Das Handelsregister ist seit 1. Februar 2013 Teil des Amts für Justiz.
Das Handelsregister in Liechtenstein geniesst öffentlichen Glauben, informiert über wesentliche rechtliche und wirtschaftliche Verhältnisse von Kaufleuten und Unternehmen und kann grundsätzlich von jedermann eingesehen werden. Eintragungen in das Handelsregister geniessen daher einen umfassenden Verkehrs- und Vertrauensschutz.

## Rechtsgrundlagen
Die Einrichtung und Führung des Handelsregisters wird im Personen- und Gesellschaftsrecht (Art 944 ff PGR) sowie in der Handelsregisterverordnung (HRV) geregelt.
Im Handelsregister besteht der Grundsatz der Firmenausschliesslichkeit, nach welchem eine neue Firmenbezeichnung an demselben Ort von bereits Bestehenden sich deutlich unterscheiden muss, damit eine Verwechslung ausgeschlossen ist.

## Eintragungspflichtige Personen
Ins Handelsregister eingetragen werden grundsätzlich (Art 42 ff HRV):
- Einzelfirmen (Art 53 HRV),
- Kollektiv- bzw. Offene Gesellschaften (Art 54  HRV),
- Aktiengesellschaften (Art 55 ff HRV, Art 70a HRV),
- Gesellschaften mit beschränkter Haftung (Art 71 ff HRV),
- Genossenschaften (Art 77 ff HRV, Art 81a HRV),
- Versicherungsverein auf Gegenseitigkeit und Hilfskasse (Art 82 f HRV),
- Anstalten (Art 84 ff HRV),
- Stiftungen (Art 89 ff HRV),
- Vereine (Art 92 f HRV),
- Andere Verbandspersonen und Anstalten (Art 94 HRV),
- Gemeinderschaft (Art 95 f HRV),
- Treuhandverhältnisse (Art 99 ff HRV),
- registrierte Treuunternehmen (Art 101 f HRV),
- Zweigniederlassung (Art 103 ff HRV),
- Gewerbe des öffentlichen Rechts (Art 110 HRV),
- Europäische Wirtschaftliche Interessenvereinigungen (Art 111 ff HRV).

## Ziel und Öffentlichkeitsprinzip
Das Handelsregister ist ein (relativ) öffentliches und mit öffentlichem Glauben ausgestattetes Register.
Oberstes Ziel ist grundsätzlich die Gewährung von Rechtssicherheit im Handelsverkehrs durch Offenlegung der privatrechtlichen Verhältnisse.
Seit dem 1. Januar 2017 kann bei sämtlichen im Handelsregister eingetragenen Rechtsformen Einsicht in den Handelsregisterakt genommen werden, auch ohne dass ein berechtigtes Interesse glaubhaft gemacht werden muss. Bis zum 31. Dezember 2016 wurde lediglich Personen, welche ein berechtigtes Interesse an der Einsicht in das Handelsregister glaubhaft machen konnten, Einsicht gewährt und Abschriften der Eintragungen ausgehändigt. Hinsichtlich Aktiengesellschaften, Kommanditaktiengesellschaften und Gesellschaften mit beschränkter Haftung galt diese beschränkte Einsichtnahme bzw. Abschriftnahme auf schriftliches Gesuch hin bereits vor dem 31. Dezember 2016 nicht.
Bei nicht im Handelsregister eingetragenen Stiftungen und Treuhänderschaften wird seit 1. Januar 2017 der inländische Repräsentant bekannt gegeben, sofern ein berechtigtes Interesse glaubhaft gemacht werden kann. Einsichtnahme, Auszüge, Abschriften oder Zeugnisse von hinterlegten Akten und Schriftstücken (insbesondere im Hinblick auf die Hinterlegung von Stiftungsdokumenten, Treusatzungen und dergleichen) kann nur von der Person erlangt werden, welche diese Dokumente selbst hinterlegt hat oder wenn diese dazu eine Ermächtigung erteilt. Ein generelles Einsicht- und Auskunftsrecht im liechtensteinischen Handelsregister ist für Stiftungen und Treuhänderschaften nicht gegeben (eingeschränktes Öffentlichkeitsprinzip).
Auszüge aus dem Handelsregister werden grundsätzlich nur in beglaubigter Form ausgestellt (kostenpflichtig).

### Einschränkungen für Stiftungen und Treuhänderschaften
Stiftungen, Treuhänderschaften und Trusts sind fast gänzlich von der Einsichtnahme im Handelsregister ausgenommen (Art 955a iVm 990 PGR). Art 91a HRV normieren dazu: «Mit Ausnahme der Bekanntgabe des aufrechten Bestandes dürfen über eine Stiftung, die nicht im Handelsregister eingetragen ist, keinerlei Informationen an Dritte bekannt gegeben werden.» Durch Art 100a HRV werden auch alle Treuhandverhältnisse in die Einschränkung des Öffentlichkeitsprinzips des Liechtensteinischen Handelsregisters einbezogen.
Das Amt für Justiz darf daher gemäss Art 91a Abs. 1 bzw. 100a Abs. 1 HRV lediglich den Repräsentanten bzw. Zustellungsbevollmächtigten einer Stiftung bzw. Treuhänderschaft
- dem Stifter selbst (höchstpersönlich) oder seinem Gesamtrechtsnachfolger[10]
- einer inländischen Strafverfolgungsbehörden,
- der Stabsstelle FIU und
- der Liechtensteinische Finanzmarktaufsicht

bekanntgeben. Nach Art 91a Abs. 2 bzw. 100a Abs. 2 HRV darf das Amt für Justiz der Liechtensteinischen Steuerverwaltung hingegen alle ihm bekannten Informationen sowie von hinterlegten Dokumenten über Stiftungen und Treuhänderschaften weitergeben. Die Weiterleitung von Dokumenten Dritter über das Amt für Justiz an die ihr bekannten Repräsentanten bzw. Zustellungsbevollmächtigten einer Stiftung ist gesetzlich nicht vorgesehen und daher nicht möglich.
Da auch sehr viele Anstalten privaten Rechts treuhänderisch errichtet wurden (somit der wirtschaftliche Gründer nicht aufscheint), sind etwa 75 bis 85 % der Eintragungen im liechtensteinischen Handelsregister für die Öffentlichkeit nicht zugänglich.
Siehe auch: Liechtensteinische Stiftungsaufsicht durch das Amt für Justiz.

## Aufgaben
Hauptaufgaben sind:
- die Eintragung von Unternehmen, Stiftungen, Anstalten, Treuhänderschaften, Fonds etc.
- Hinterlegungen von Dokumenten betreffend Stiftungen,
- Trust/Settlement und sonstigen Urkunden,
- Durchführung von öffentlichen Beurkundungen,
- Firmenabklärungen (Name),
- Gesetzlich vorgeschriebene Bekanntmachungen,
- diverse Amtsgeschäfte, wie Kontrolle der Einhaltung diverser Vorschriften (Bilanzeinreichung etc.), Sitzverlegungen, Prüfungen und Vorprüfungen[13],
- Führung der Art 180a PGR Liste,
- Diverse Prüfungen,
- Einhaltung der Deklarationspflicht nach Art 128b PGR,
- Datenerhebung nach Art 988 PGR,
- Überwachung der Einhaltung des Täuschungsverbots nach Art 989 PGR,
- Sitzverlegungen ins In- und Ausland.

## Publikation
Die Eintragungen im Handelsregister werden, soweit nicht eine nur teilweise oder auszugsweise Bekanntmachung durch Gesetz oder Verordnung vorgeschrieben ist, mit ihrem ganzen Inhalt ohne Verzug durch das Amt für Justiz in den amtlichen Publikationsorganen veröffentlicht.
Als amtliche Publikationsorgane fungieren das Liechtensteiner Volksblatt und das Liechtensteiner Vaterland.
Für Sitzunternehmen müssen Bekanntmachungen nicht immer bzw. vollständig in den amtlichen Publikationsorganen erfolgen. Die oben bezeichnete Ausnahme trifft in Liechtenstein auf sehr viele Eintragungen von Aktiengesellschaften, Gesellschaften mit beschränkter Haftung, Kommanditgesellschaften, Stiftungen, Treuunternehmen, Trusts etc. zu.

## Eingetragene Rechtsformen im Handelsregister
Die Entwicklung der Bestandanzahl einzelner Rechtseinheiten beim liechtensteinischen Handelsregister ist durchgängig seit 2000 negativ. Im Zeitraum von 2000 bis zum 1. Januar 2020 wurden im Register rund 58.000 Unternehmensformen gelöscht (- 69 %). Bei weiterer Anhaltung dieser Entwicklung wie in den Jahren 2000 bis 2020 und mit zukünftig jährlich 2700 Löschungen von Unternehmen, wird spätestens 2030 ein Stand an in Liechtenstein registrierten Unternehmen wie 1945 erreicht sein. Während der Aufbau auf einen Höchststand von etwa 84.000 eingetragenen Unternehmensformen 55 Jahre dauerte, würde die Reduktion auf den Stand 1945, sofern die Tendenzen der Löschungen anhalten, in nur 30 Jahren erreicht.
| 1000 | 10000 | 53000 | 84000 | 78907 | 73856 | 64951 | 58391 | 52973 | 46388 | 41137 | 36307 | 30982 | 28357 | 27464 | 25173 | 24328 |
| 1945 | 1963  | 1983  | 2000  | 2009  | 2010  | 2011  | 2012  | 2013  | 2014  | 2015  | 2016  | 2017  | 2018  | 2019  | 2020  | 2021  |

| Rechtsform | Stand per 1. Januar 2009 | Stand per 1. Januar 2010 | Stand per 1. Januar 2011 | Stand per 1. Januar 2012 | Stand per 1. Januar 2013 | Stand per 1. Januar 2014 | Stand per 1. Januar 2015 | Stand per 1. Januar 2016 | Stand per 1. Januar 2017 | Stand per 1. Januar 2018 | Stand per 1. Januar 2019 | Stand per 1. Januar 2020 | Stand per 1. Januar 2021 | Veränderung 2009/2021 |
| --- | ------------------------ | ------------------------ | ------------------------ | ------------------------ | ------------------------ | ------------------------ | ------------------------ | ------------------------ | ------------------------ | ------------------------ | ------------------------ | ------------------------ | ------------------------ | --------------------- |
| Einzelunternehmen                                                                                                 | 487                      | 497                      | 576                      | 614                      | 541                      | 544                      | 542                      | 524                      | 534                      | 544                      | 635                      | 543                      | 466                      | - 4 % (-21)           |
| Vereine | 166                      | 203                      | 216                      | 232                      | 254                      | 260                      | 269                      | 286                      | 297                      | 326                      | 335                      | 343                      | 322                      | + 94 % (+156)         |
| Europäische Genossenschaft (SCE)                                                                                  | 0                        | 0                        | 1                        | 1                        | 1                        | 2                        | 3                        | 5                        | 6                        | 5                        | 5                        | 4                        | 4                        | + 400 % (+4)          |
| Aktiengesellschaften                                                                                              | 7518                     | 7266                     | 6953                     | 6573                     | 6276                     | 6046                     | 5793                     | 5483                     | 5302                     | 5077                     | 5064                     | 4917                     | 4898                     | −34,8 % (-2620)       |
| Europäische Aktiengesellschaften (SE)                                                                             | 3                        | 4                        | 4                        | 5                        | 5                        | 6                        | 6                        | 9                        | 9                        | 11                       | 13                       | 13                       | 12                       | + 300 % (+9)          |
| GmbH | 89                       | 91                       | 92                       | 114                      | 135                      | 161                      | 178                      | 197                      | 240                      | 352                      | 506                      | 778                      | 890                      | + 900 % (+801)        |
| Anstalten privaten Rechts                                                                                         | 14578                    | 13835                    | 12721                    | 11486                    | 10535                    | 9423                     | 8424                     | 7540                     | 6618                     | 6009                     | 5665                     | 4983                     | 4698                     | - 67,77 % (-9880)     |
| Stiftungen und Treuhänderschaften und sonstige Rechtsformen sowie Zweigniederlassungen ausländischer Unternehmen. | 56066                    | 51960                    | 44388                    | 39366                    | 35361                    | 29946                    | 25922                    | 22263                    | 17976                    | 16033                    | 15241                    | 13391                    | 13038                    | - 76,75 % (-43.028)   |
| Total | 78907                    | 73856                    | 64951                    | 58391                    | 52973                    | 46388                    | 41137                    | 36307                    | 30982                    | 28357                    | 27464                    | 25173                    | 24328                    | - 69,17 % (-54.579)   |
| Tendenz zum Vorjahr                                                                                               |                          | -5051                    | -8905                    | -6560                    | -5418                    | -6585                    | -5251                    | -4830                    | -5325                    | -2625                    | -893                     | -2291                    | -845                     |                       |

Beachte: Die Zahlenangaben im jeweils aktuellen Rechenschaftsbericht sind jeweils vom 31.12. jeden Jahres zum 1.1. des nächsten Jahres nicht übereinstimmend und werden offensichtlich in jedem nachfolgenden Rechenschaftsbericht der Regierung nachkorrigiert. Es handelt sich daher bei diesen Zahlen für das aktuelle Jahr nur um vorläufige Angaben. Auf Grund der Kleinen Anfrage des Abgeordneten Harry Quaderer vom Oktober 2012 wurde von Regierungsrätin Aurelia Frick mitgeteilt, dass durch die „laufende Nacherfassung alter Registerkarten“ (…) „Rechtseinheiten in die Handelsregister-Datenbank laufend ein- bzw. ausgetragen“ werden. „Diese Änderungen in der Bestandszahl werden nicht als »Neugründung« bzw. »Löschung« geführt, da der Vorgang nicht im aktuellen Jahr geschehen ist. Dies hat zur Folge, dass die Bestandszahl per 31.12. nicht mit der Zahl vom 1.1. des Folgejahres übereinstimmt.“ Die offiziellen Zahlen des liechtensteinischen Handelsregisters sind daher auch für die Vergangenheit nur mit Vorsicht zu betrachten und verwendbar, da sich die offizielle Anzahl rückwirkend jährlich auch um über tausend von gelöschten Unternehmen ändern kann (z.B im Jahr 2017 wurde zum 1. Januar 2017 die Zahl von Gesamt 32035 Unternehmen auf 30982 Unternehmen korrigiert). Warum auch 10 Jahre nach dieser parlamentarischen Anfrage immer noch „alte Registerkarten“ laufend ein- bzw. ausgetragen werden und die Zahlen von einem ins andere Jahr um viele hundert Einheiten nicht übereinstimmen, ist nicht ersichtlich.

## Historie (Übersicht)
| Jahr      | Ereignis |
| --------- | --- |
| 1866      | Einführung des Allgemeinen deutschen Handelsgesetzbuches im Fürstentum Liechtenstein (ADHGB), LGBl. 10/1865. Für die Führung des "Handelsregisters" ist das Landgericht zuständig. |
| 1926      | Einführung des Personen- und Gesellschaftsrechts (PGR), LGBl. 4/1926. Es wird damit das «Öffentlichkeitsregister» eingeführt. Die bisher bestandenen unterschiedlichen Register werden damit zusammengeführt. Führung des Registers durch die Regierung, Aufsicht durch das Obergericht. |
| 2000      | Zusammenlegung des bisher selbstständigen Grundbuchamtes und Öffentlichkeitsregisteramtes zum Grundbuch- und Öffentlichkeitsregisteramt. Aufsicht durch die Regierung. |
| 2001      | PGR-Novelle (LGBl. 279/2000). Ausweitung des Tätigkeitsbereichs des Grundbuch- und Öffentlichkeitsregisteramtes. |
| 2002–2003 | Massgebliche Revision des Öffentlichkeitsregisterrechts: |
| 2004      | Inbetriebnahme der Elektronischen Registerlösung (elektronische Registerführung) beim Öffentlichkeitsregister am 28. Juni. |
| 2013      | Am 1. Februar 2013 Änderung der Bezeichnung «Öffentlichkeitsregister» in «Handelsregister» und Eingliederung in das Amt für Justiz. |

## Firmenindex
Im Firmenindex des liechtensteinischen Handelsregisters können von registrierten Unternehmen Teilauszüge der im Handelsregister eingetragenen Daten und weiterer rechtliche Tatsachen kostenlos eingesehen werden und auch ein beglaubigter Vollauszug aus dem Handelsregister für ein bestimmtes Unternehmen (nur eingeschränkt oder teilweise auch gänzlich ausgeschlossen für Stiftungen, Treuunternehmen und Trust) gegen Gebühr bestellt werden.

## Kontakt
Amt für Justiz (AJU)

Äulestrasse 70

Postfach 684

9490 Vaduz